# کفشدوزک خال‌قرمز
کفشدوزک خال‌قرمز (نام علمی: Exochomus quadripustulatus) نام یک گونه از تیره کفشدوزک است. این جانور می‌تواند ۴–۶ میلی‌متر رشد کند. این کفشدوزک از انواع شته‌ها و شپشک‌ها تغذیه می‌کند.

## نگارخانه

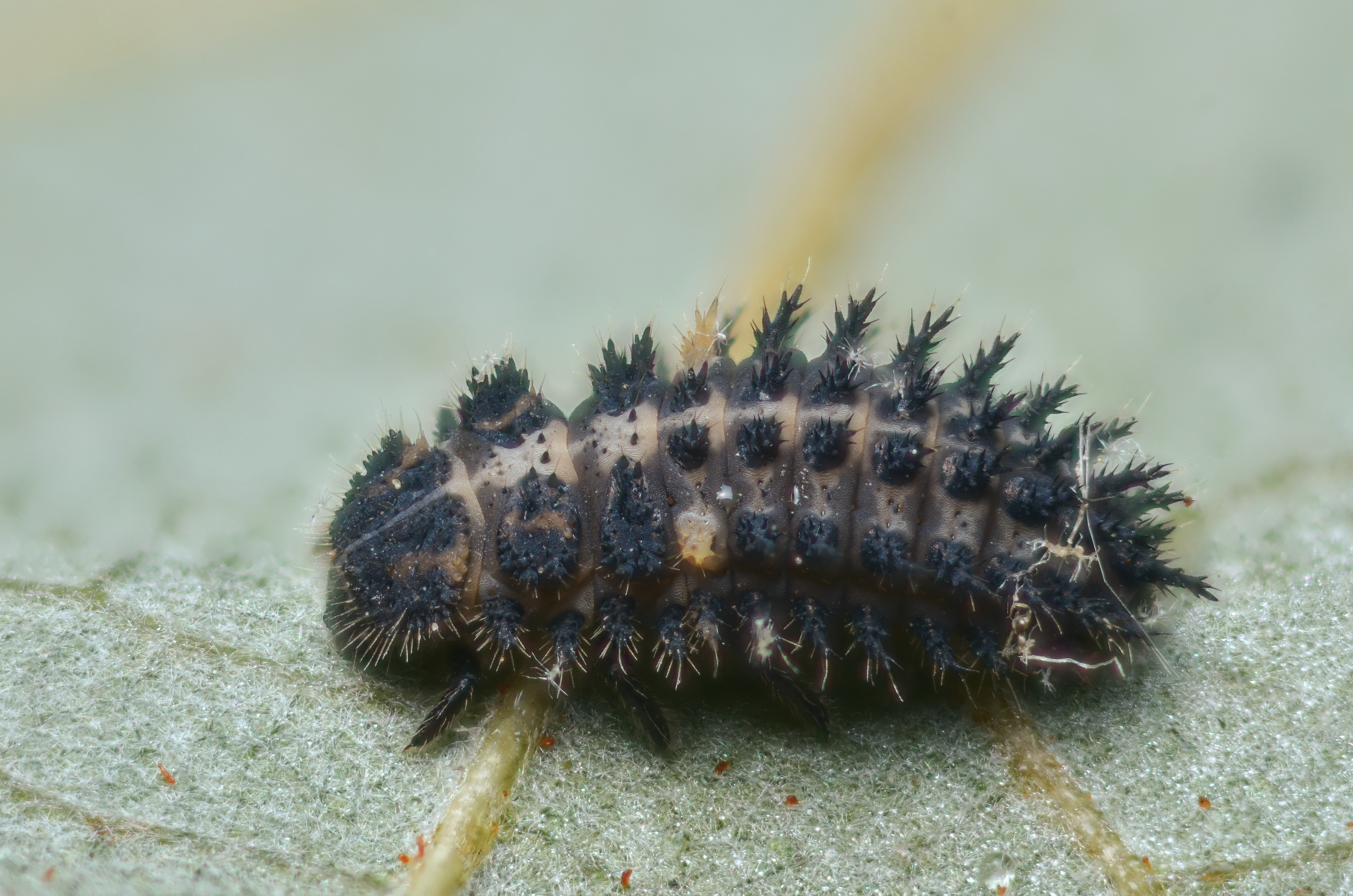
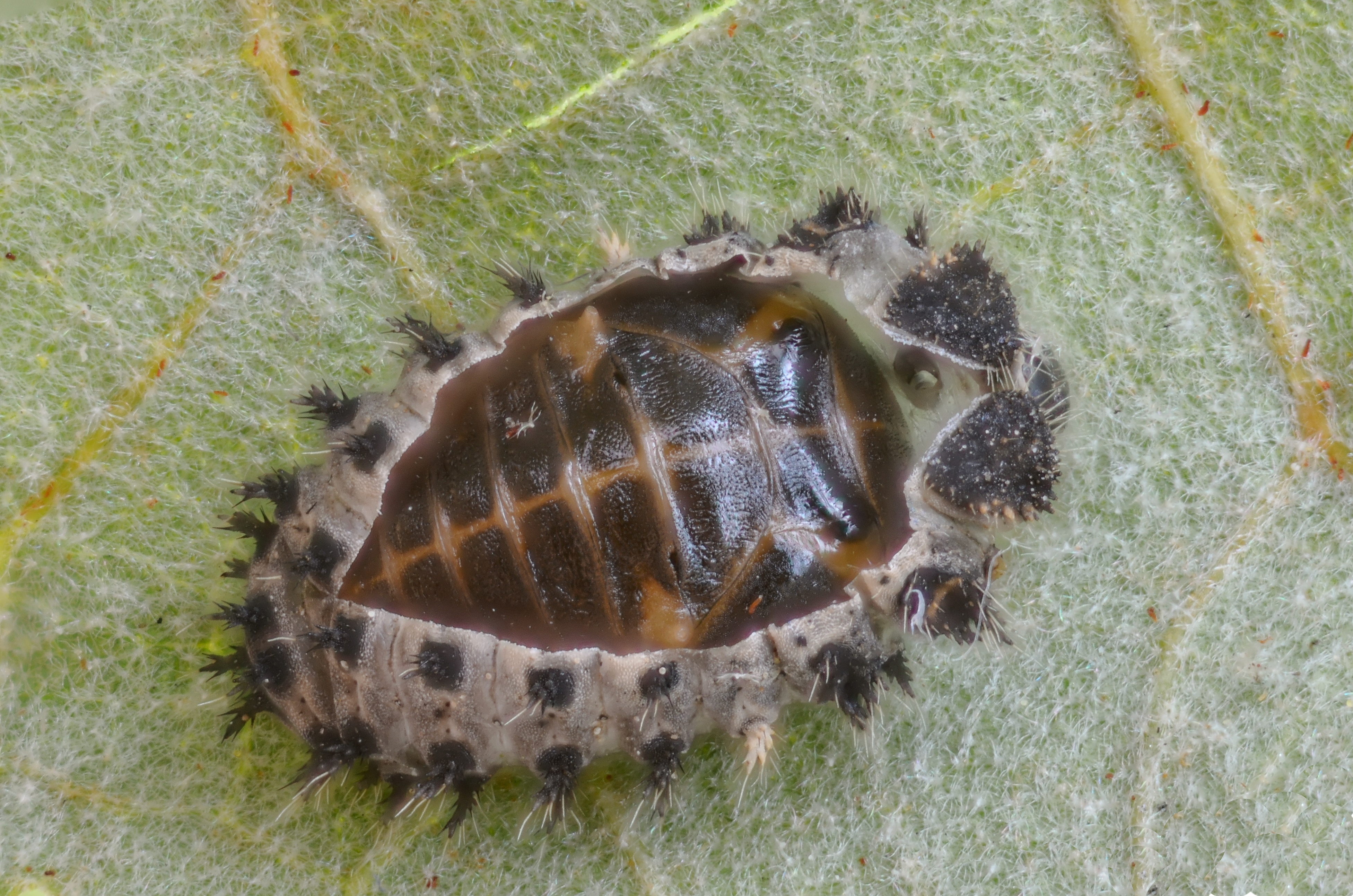
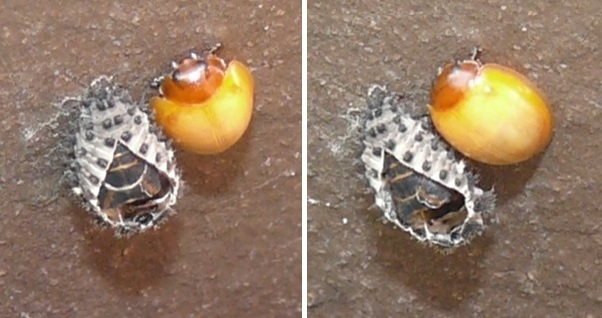
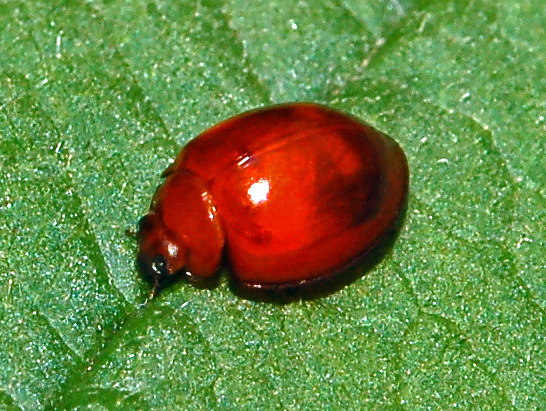